# In the Diplomatic Service
In the Diplomatic Service è un film muto del 1916 diretto da Francis X. Bushman.

## Produzione
Il film fu prodotto dalla Quality Pictures Corporation.

## Distribuzione
Distribuito dalla Metro Pictures Corporation, il film uscì nelle sale cinematografiche statunitensi il 16 ottobre 1916.